# George Kobaladze
George Kobaladze (n. 24 mai 1976, Țhinvali,  Georgia) este un halterofil canadian de origine georgiană, specializat pe categoria peste 105 kg. La Jocurile Commonwealthului din 2014 a obținut medalia de aur și a stabilit noi recorduri ale Jocurilor (223 kg și 229 kg la stilul aruncat și 400 de kilograme la total). Este cîștigător de șapte ori al titlului de campion canadian la categoria supergrea și de cinci ori deținător al titlului „Cel mai bun halterofil al anului” (2014, 2013, 2012, 2011 și 2009).
În copilărie a practicat mai multe sporturi: fotbalul, boxul, șamd. S-a apucat de haltere la vârsta de 12 ani, tatăl lui fiind un halterofil amator.

## Palmares sportiv
- 2015: medalia de argint laJocurile Panamericane de la Toronto, Canada
- 2014: medalia de aur la Jocurile Commonwealthului de la Glasgow, Scotia
- 2013: medalia de argint la Campionatul Pan-American  de la Isla Margarita, Venezuela
- 2012: medalia de argint la Campionatul Pan-American de la Antigua, Guatemala
- 2011: medalia de bronz la Jocurile Panamericane de la Guadalajara, Mexic
- 2010: medalia de bronz la Jocurile Commonwealthului de la Delhi, India

Kobaladze este deținător al recordurilor naționale la categoria de peste 105 kg :
- 175 kg la stilul smuls
- 229 kg la stilul aruncat
- 402 kg la total

| Anul | Loc                   | Categoria    | Smuls  | Aruncat | Total  | Loc |
| ---- | --------------------- | ------------ | ------ | ------- | ------ | --- |
| 2014 | Almatî, Kazahstan     | peste 105 kg | 173 kg | 221 kg  | 394 kg | 16  |
| 2013 | Wrocław, Polonia      | peste 105 kg | 174 kg | 223 kg  | 397 kg | 11  |
| 2011 | Paris, Franța         | peste 105 kg | 169 kg | 220 kg  | 389 kg | 19  |
| 2010 | Antalya, Turcia       | peste 105 kg | 165 kg | 212 kg  | 377 kg | 19  |
| 2009 | Goyang, Coreea de Sud | peste 105 kg | 166 kg | 212 kg  | 378 kg | 14  |

În anul 2013 a participat la Arnold Weightlifting Championships (Ohio, SUA) unde a ocupat locul doi în clasamentul Sinclair, cu o performanta de 172 kg la smuls și 225 kg la stilul aruncat.